# Aglomeracja

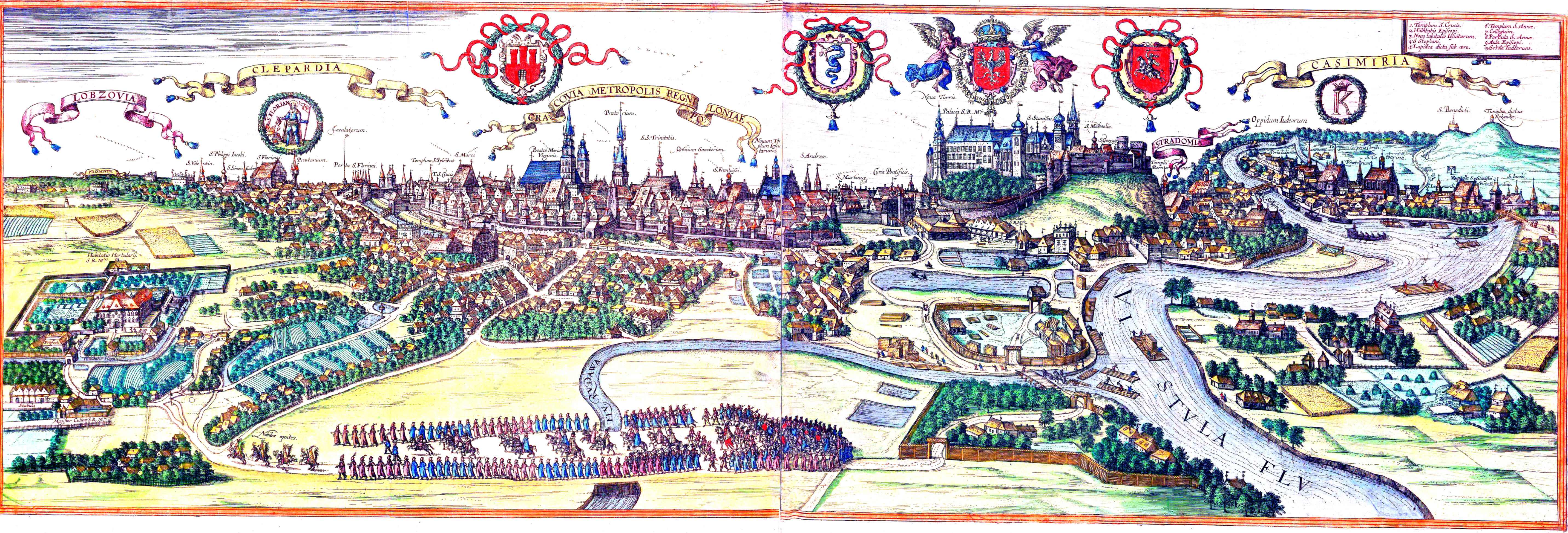
Widok Krakowa, Kleparza i Kazimierza z atlasu Civitates orbis terrarum Georga Brauna i Fransa Hogenberga z 1618 roku. Przykład aglomeracji tworzonej przez trzy miasta królewskie Rzeczypospolitej Obojga Narodów

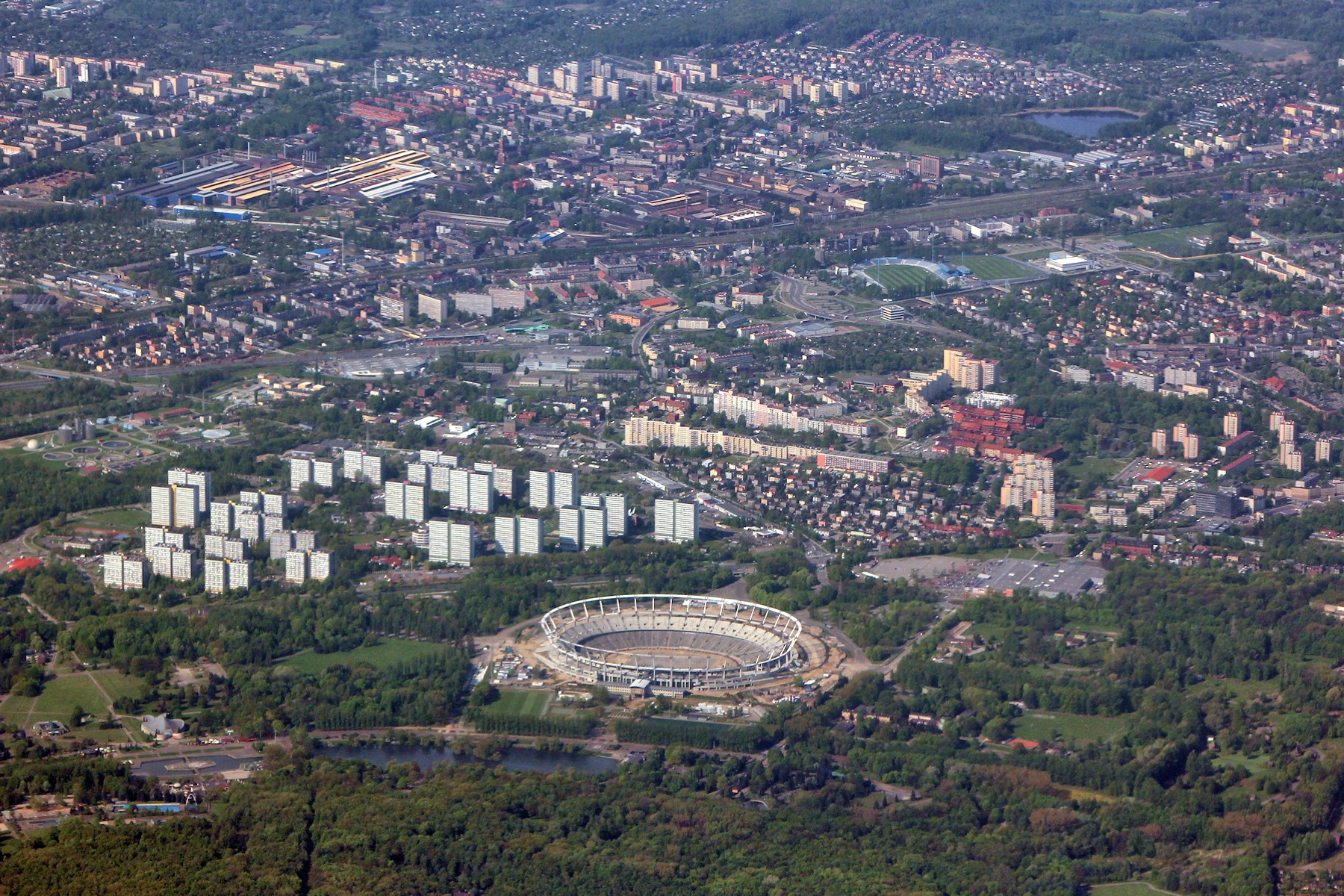
Zdjęcie lotnicze części terytoriów Katowic, Chorzowa i Świętochłowic. Postępująca w wyniku rewolucji przemysłowej urbanizacja obszarów podmiejskich doprowadziła do powstania konurbacji.

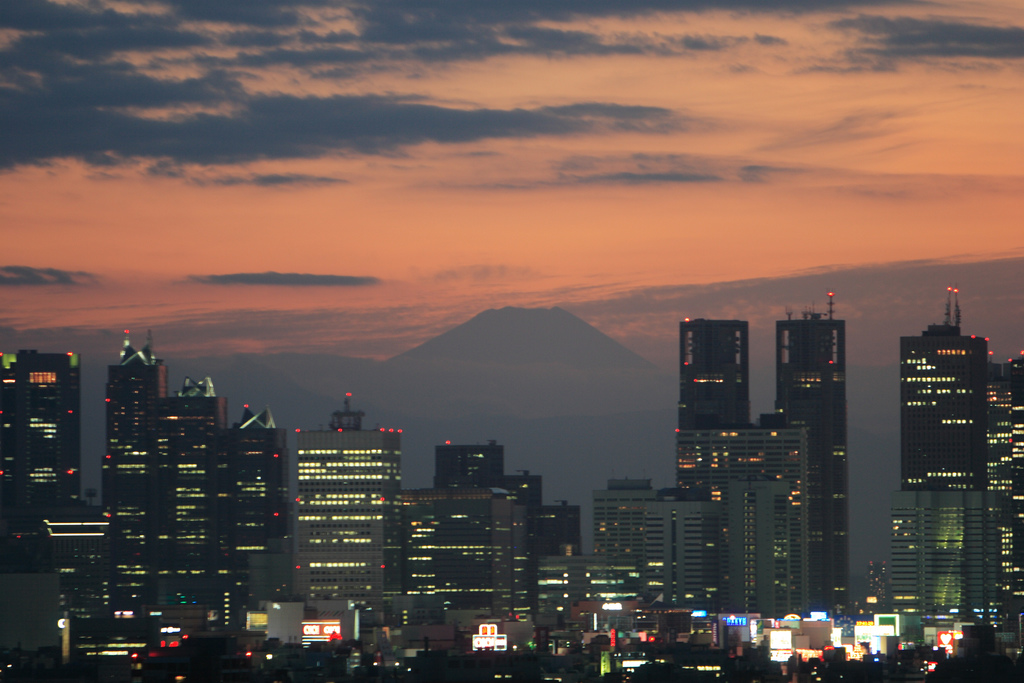
Tokio

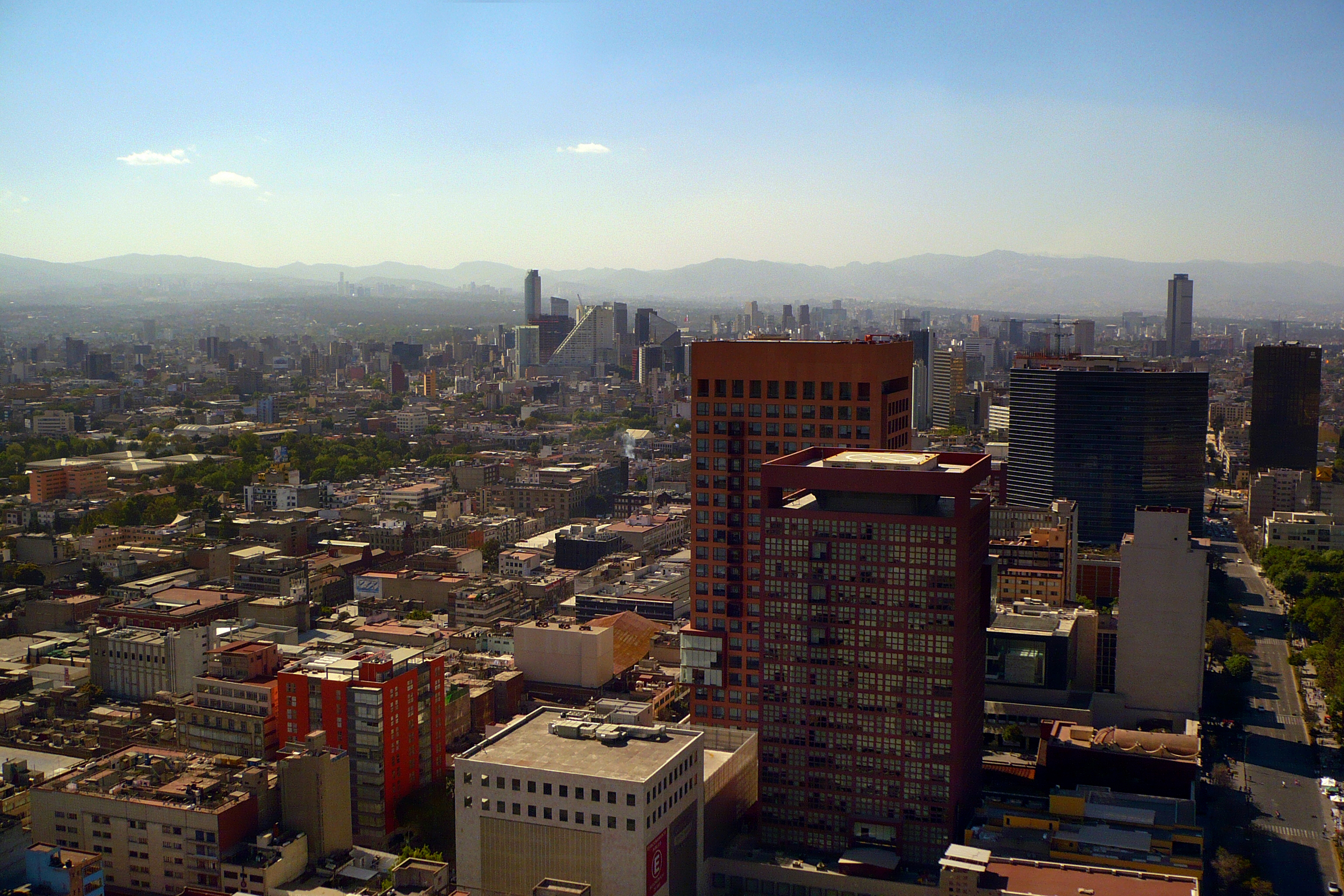
Meksyk

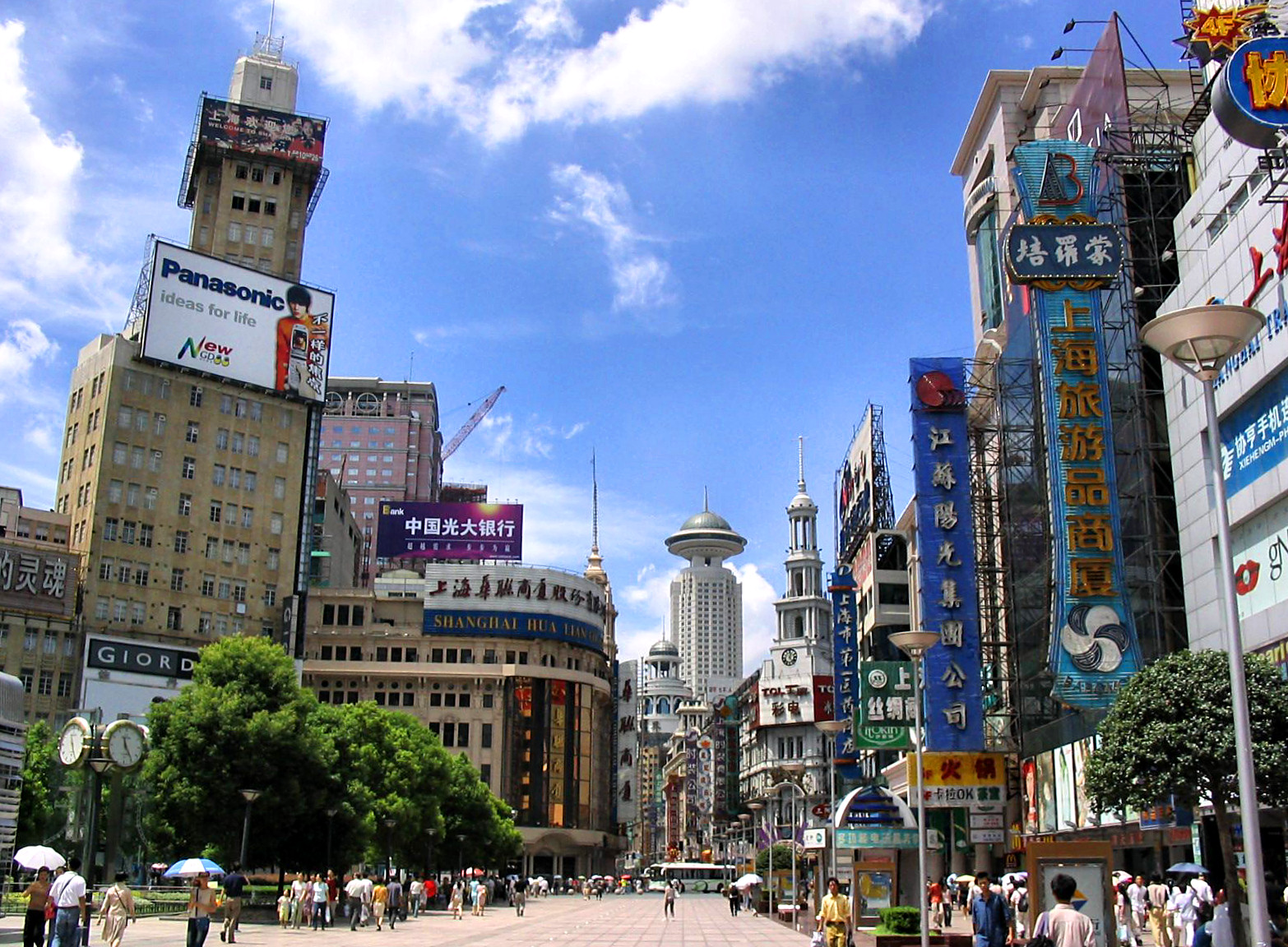
Szanghaj

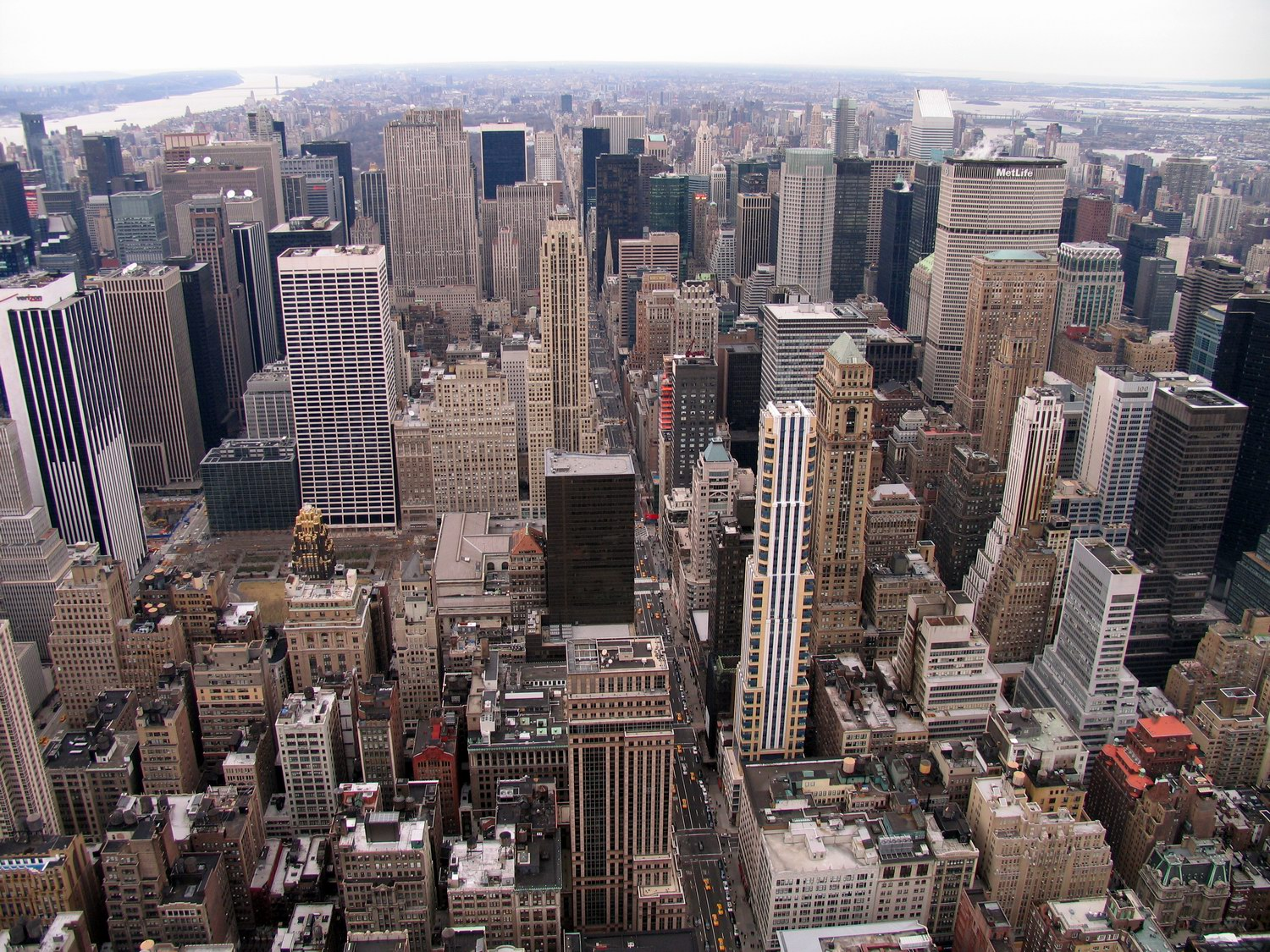
Nowy Jork

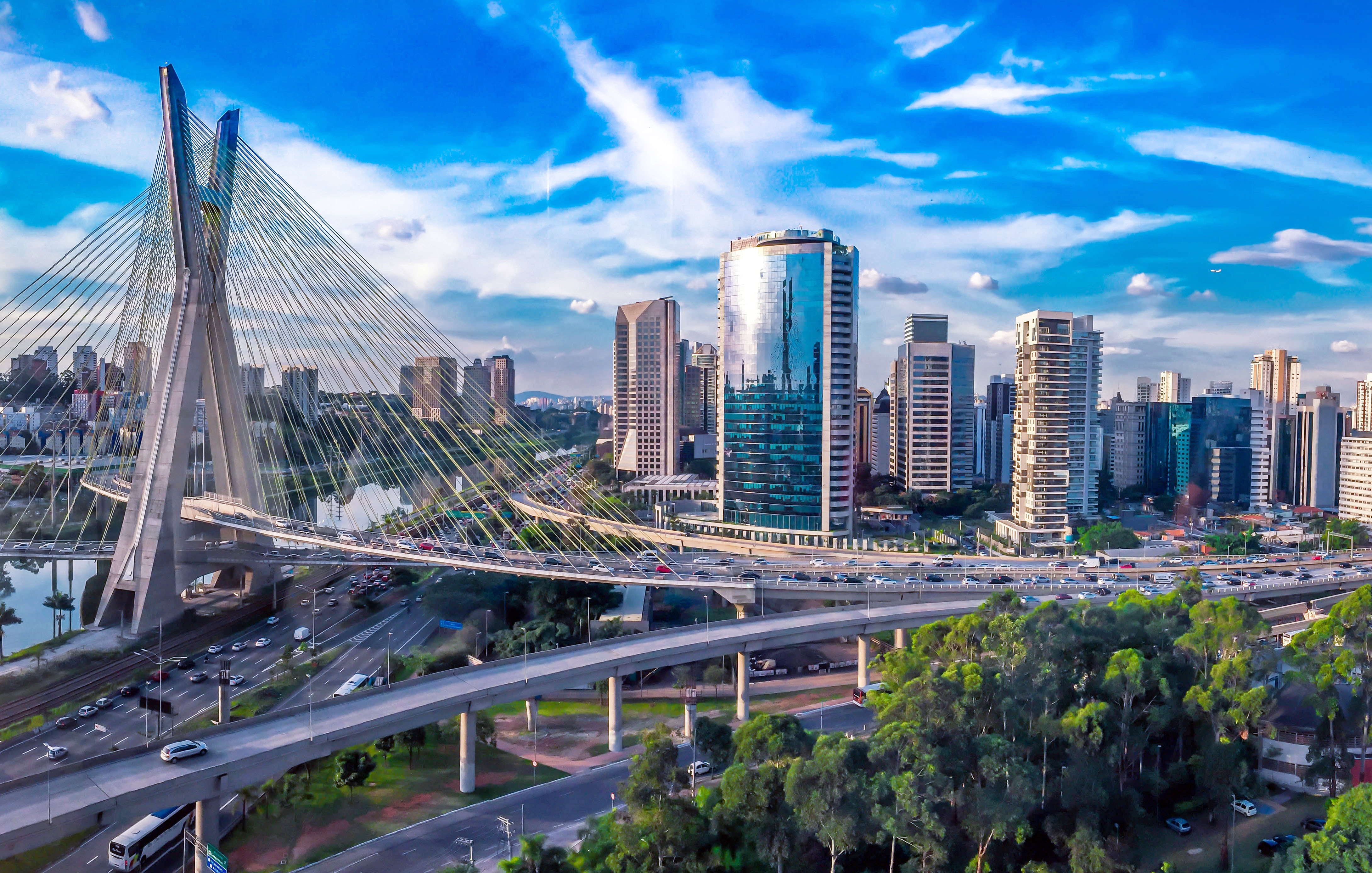
São Paulo

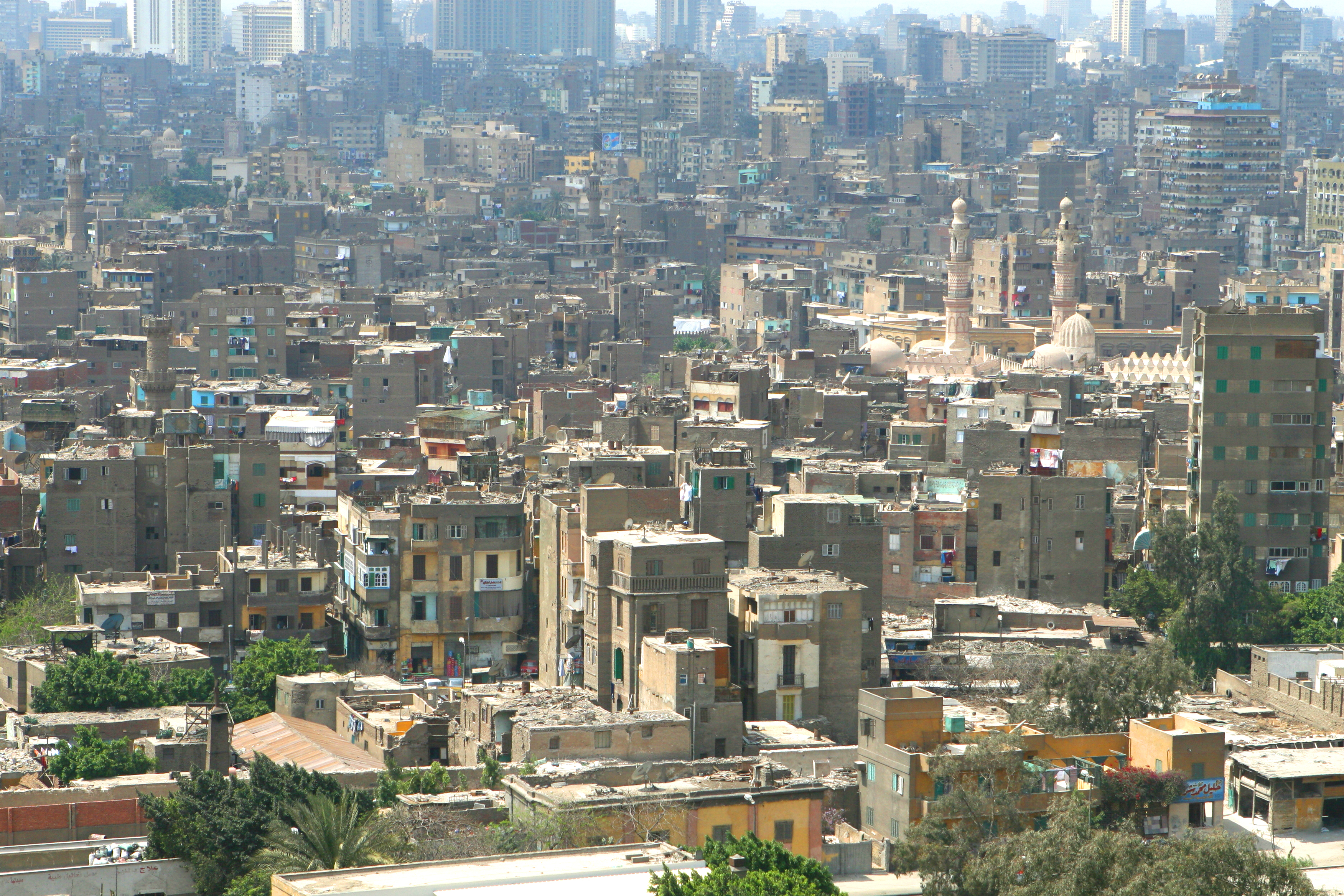
Kair

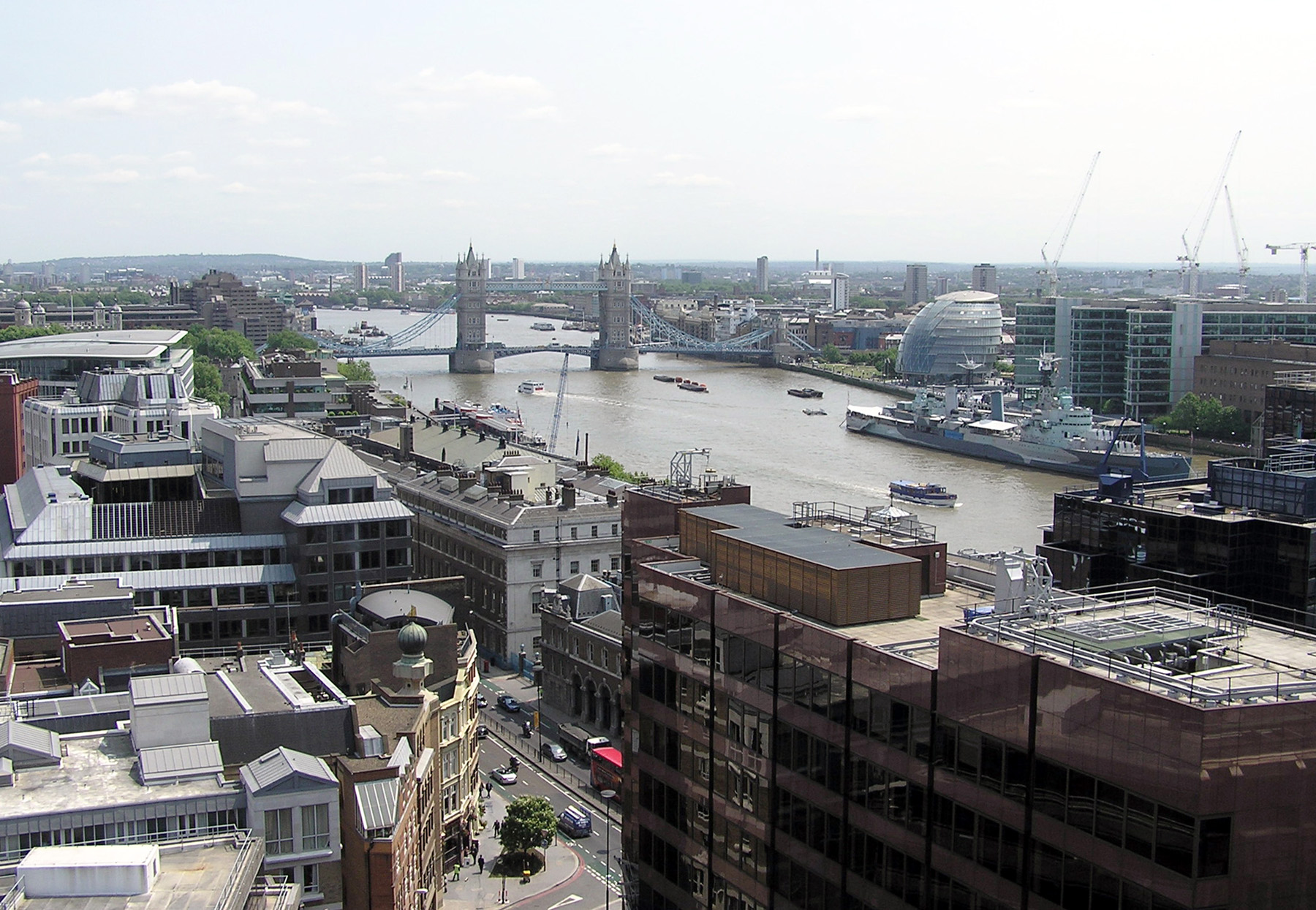
Londyn

Aglomeracja miejska (z łac. agglomeratio „nagromadzenie”) – jednostka morfologiczna tworząca spójny zespół wzajemnie powiązanych jednostek osadniczych, powstały w wyniku koncentracji zabudowy i zagospodarowania.
W skład aglomeracji może wchodzić także obszar zurbanizowany należący do jednostek administracyjnych przyległych do granic administracyjnych ośrodka miejskiego.
Jest to obszar o intensywnej zabudowie, charakteryzujący się również dużym zagęszczeniem ludności przebywającej na danym terenie okresowo (np. w ciągu dnia) lub stale. Aglomeracje charakteryzują się dużym przepływem osób i towarów oraz znaczną wymianą usług.

## Typologia aglomeracji miejskich
Podział aglomeracji ze względu na charakter centrum[wymaga weryfikacji?]:
- aglomeracja monocentryczna (aglomeracja właściwa = sensu stricto) – z jednym dominującym ośrodkiem miejskim;
- aglomeracja policentryczna (konurbacja sensu largo) – z dwoma lub więcej ośrodkami miejskimi o zbliżonym potencjale:

1. aglomeracja bicentryczna – z dwoma ośrodkami miejskimi o zbliżonym potencjale,
2. konurbacja (konurbacja sensu stricto) – z trzema lub więcej ośrodkami miejskimi o zbliżonym potencjale,

- metropolia(inne języki) - spójny funkcjonalnie wielkomiejski układ wielu jednostek osadniczych oraz terenów o wysokim stopniu zurbanizowania, którego główną cechą jest występowanie funkcji metropolitalnych, a także powiązań funkcjonalnych i ekonomicznych.
- megalopolis – rozległy, policentryczny zespół połączonych aglomeracji miejskich, pozbawiony dominującego ośrodka.

## Aglomeracja a obszar metropolitalny
Ze zjawiskiem aglomeracji związane jest również (lecz nie tożsame) pojęcie obszaru metropolitalnego. Pojęcie aglomeracji odnosi się jedynie do spójnego terytorialnie obszaru miejskiego i przyległego obszaru podmiejskiego (powiązanie obszarów zurbanizowanych), natomiast pojęcie obszaru metropolitalnego obejmuje również powiązane społeczno-ekonomicznie z aglomeracją obszary wiejskie i miasta satelickie (integracja funkcjonalna).
Pomimo tego rozróżnienia pojęciowego, tradycyjnie w polskiej geografii obszary metropolitalne określane były zwykle terminem „aglomeracja”, choć już w latach 70. XX w. utożsamianie tych dwóch pojęć było przedmiotem dyskusji i kontrowersji w polskim środowisku naukowym.

## Największe aglomeracje w Polsce
powyżej 1 mln ludności:
- konurbacja górnośląska
- aglomeracja warszawska
- aglomeracja krakowska
- aglomeracja trójmiejska
- aglomeracja wrocławska
- aglomeracja łódzka
- aglomeracja poznańska

## Największe aglomeracje świata
| Nr  | Miasto         | Nazwa oryginalna    | Państwo           | Kontynent          | Ludność aglomeracji | Ludność miasta |
| --- | -------------- | ------------------- | ----------------- | ------------------ | ------------------- | -------------- |
| 1   | Tokio          | 東京 (Tōkyō)        | Japonia           | Azja               | 34 600 000          | 8 700 000      |
| 2   | Meksyk         | Ciudad de México    | Meksyk            | Ameryka Północna   | 27 700 000          | 8 800 000      |
| 3   | Szanghaj       | 上海 (Shànghǎi)     | Chiny             | Azja               | 25 800 000          | 13 400 000     |
| 4   | Nowy Jork      | New York            | Stany Zjednoczone | Ameryka Północna   | 23 600 000          | 11 100 000     |
| 5   | Bombaj         | मुंबई (Mumbaī)        | Indie             | Azja               | 22 900 000          | 12 400 000     |
| 6   | Seul           | 서울 (Sŏul)         | Korea Południowa  | Azja               | 21 500 000          | 10 400 000     |
| 7   | São Paulo      | São Paulo           | Brazylia          | Ameryka Południowa | 21 300 000          | 8 300 000      |
| 8   | Karaczi        | كراچى (Karaći)      | Pakistan          | Azja               | 21 100 000          | 11 200 000     |
| 9   | Dżakarta       | Jakarta             | Indonezja         | Azja               | 19 800 000          | 8 500 000      |
| 10  | Delhi          | नई दिल्ली (Dilli)      | Indie             | Azja               | 19 500 000          | 12 200 000     |
| 11  | Los Angeles    | Los Angeles         | Stany Zjednoczone | Ameryka Północna   | 18 100 000          | 3 800 000      |
| 12  | Osaka          | 大阪市 (Ōsaka-shi)  | Japonia           | Azja               | 17 400 000          | 2 600 000      |
| 13  | Kair           | القاهرة (al-Qāhira) | Egipt             | Afryka             | 16 800 000          | 6 700 000      |
| 14  | Pekin          | 北京 (Běijīng)      | Chiny             | Azja               | 16 700 000          | 10 100 000     |
| 15  | Manila         | Maynila             | Filipiny          | Azja               | 16 300 000          | 1 600 000      |
| 16  | Kalkuta        | কলকাতা (Kolkata)      | Indie             | Azja               | 16 100 000          | 5 000          |
| 17  | Dhaka          | ধাক (Dhākā)          | Bangladesz        | Azja               | 15 900 000          | 6 700 000      |
| 18  | Stambuł        | İstanbul            | Turcja            | Azja/Europa        | 15 300 000          | 11 300 000     |
| 19  | Moskwa         | Москва              | Rosja             | Europa             | 15 000              | 10 400 000     |
| 20  | Lagos          | Lagos               | Nigeria           | Afryka             | 14 900 000          | 7 900 000      |
| 21  | Buenos Aires   | Buenos Aires        | Argentyna         | Ameryka Południowa | 14 700 000          | 7 500 000      |
| 22  | Londyn         | London              | Wielka Brytania   | Europa             | 13 700 000          | 8 100 000      |
| 23  | Rio de Janeiro | Rio de Janeiro      | Brazylia          | Ameryka Południowa | 12 400 000          | 6 000          |
| 24  | Teheran        | تهران (Tehrān)      | Iran              | Azja               | 12 200 000          | 7 100 000      |
| 25  | Paryż          | Paris               | Francja           | Europa             | 12 000              | 2 200 000      |
| ... |                |                     |                   |                    |                     |                |
| 209 | Katowice       | Katowice            | Polska            | Europa             | 2 375 000           | 302 000        |
| 217 | Warszawa       | Warszawa            | Polska            | Europa             | 2 275 000           | 1 700 000      |